# 장안

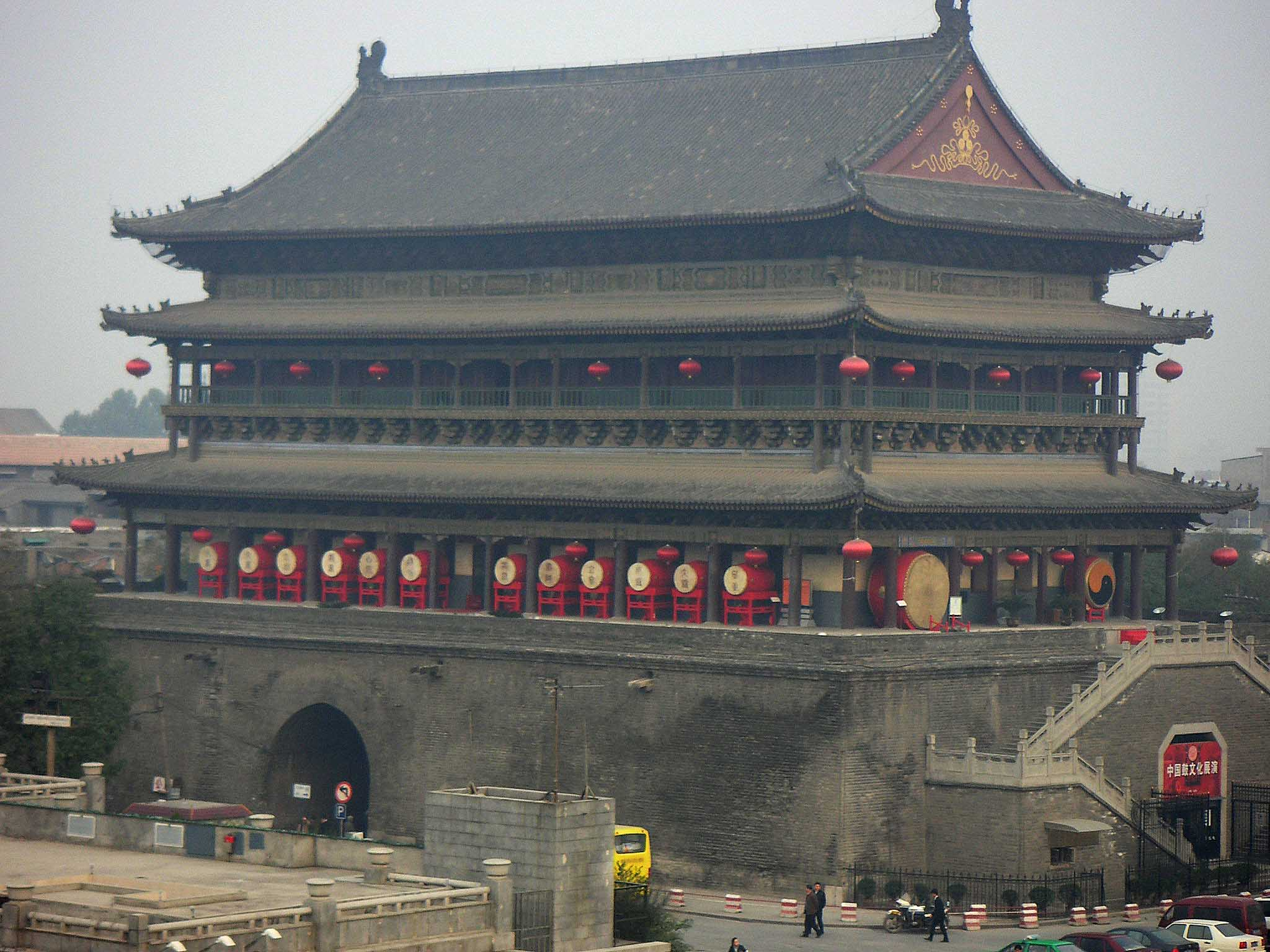
장안중심고루유적

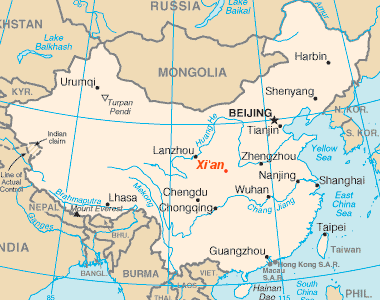
장안의 위치

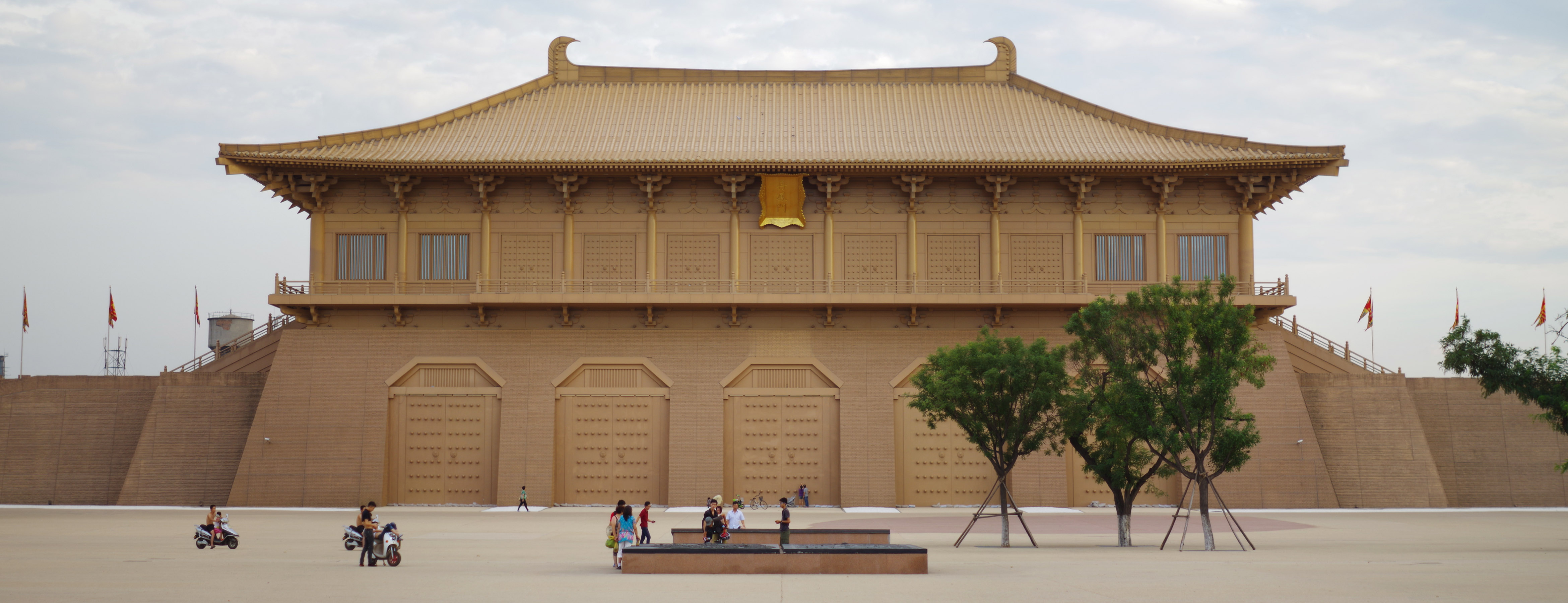
장안 대명궁 단봉문

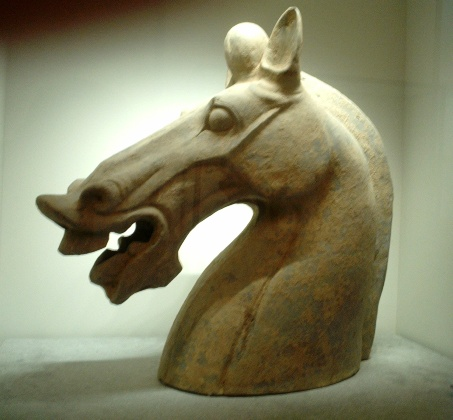
장안에서 발굴된 한나라 시기의 유물

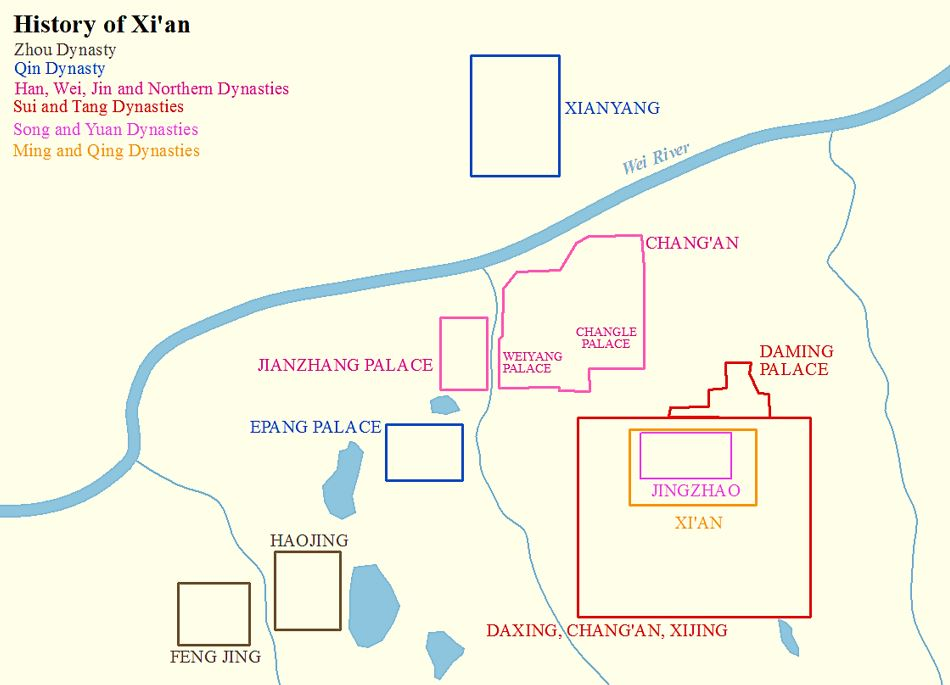
주대부터 청대까지의 시안. 회색은 주의 풍경과 호경, 파란색은 진의 함양과 아방궁, 분홍색은 한대 장안, 빨간색은 당대 장안, 보라색은 송대 경조부, 노란색은 명대 이후의 시안이다.

장안(중국어 정체자: 長安, 간체자: 长安, 병음: Cháng'ān 창안[*], 듣기 (도움말·정보))은 중국의 고도(古都)로 현재 산시성(陝西省)의 성도(省都) 시안시(西安市)에 해당한다.
한 왕조의 시기에 장안으로 명명되었는데, 이후 전한, 북주, 수 왕조의 수도였다. 당(唐) 왕조의 시대에 장안은 대제국의 수도로서, 세계 최대 규모의 도시로 발전했다. 또한 서도(西都), 대흥(大興), 중경(中京), 경조(京兆)으로 불린 적도 있었다. 송(宋) 왕조 이후 정치 · 경제의 중심이 동쪽의 개봉으로 옮겨가면서 장안은 더 이상 수도로서의 기능을 잃어버렸다.
당대의 장안은 주변 여러 민족의 도성 건설의 모범으로서 한국의 신라 왕경(서라벌)이나 발해 상경용천부는 물론, 일본의 헤이조쿄와 헤이안쿄가 장안을 모방해 세워졌다. 수도를 가리키는 말인 '장안'은 오래된 도읍인 장안에서 따왔다.

## 역사

### 서주
장안의 도시로서의 역사는 주(周) 왕조의 도읍이었다는 풍읍(豐邑)에서 시작되는데, 풍경(豊京)이라고도 불린 풍읍은 문왕 때까지 종실인 주공의 도읍이었다. 무왕이 은 왕조의 주왕을 멸망시킨 후, 풍수(灃水)를 사이에 두고 풍읍 맞은편에 있던 호(鎬) 땅으로 천도했다. 주의 수도는 호경(鎬京)이라 했는데, 호경은 지금의 시안 시 서남쪽 근교에 해당하는 곳이다. 호경은 정치를 맡고 풍읍은 제사의 중심이었던 것으로 생각된다. 호경은 12대 유왕 때 전란으로 파괴되고 평왕은 기원전 770년에 낙읍으로 천도했다. 이후 이 지역은 춘추전국시대 진의 영토가 되었으며, 전한 무제 때의 토목공사로 당시의 유적은 파괴되었다고 생각된다.

### 진
진나라 때 서쪽 근교에 진의 수도인 함양(咸陽)이 건설되었다.

### 전한부터 북주까지
진 멸망 후의 전란을 거쳐 한 왕조를 세운 유방은 파괴된 함양의 교외에 새로운 도성을 건설하고 장안으로 명명했으며, 혜제 때 성벽이 건축되었다. 장안성의 남쪽은 남두육성, 북쪽은 북두칠성의 형태를 하고 있었기에 당시의 장안성의 별칭인 두성(斗城)이 탄생했다. 장안성에는 9시, 12문이 설치되었고 성내에는 미앙궁(未央宮), 장락궁(長樂宮), 명광궁(明光宮), 북궁(北宮), 계궁(桂宮)이라는 궁전이 있었으며(《삼보황도》) 전체적인 도시의 형태는 방형이 아닌 다소 찌그러진 형태를 하고 있었다. 그 후 전한, 신, 후한(멸망 전의 몇 년간), 전조, 전진, 후진, 서위, 북주가 수도를 두고 있었다.
후한의 실권자 동탁은 태위 황완·사도 양표의 반대를 내치면서 장안 천도를 강행했다.(190년)

### 수 · 당 시대

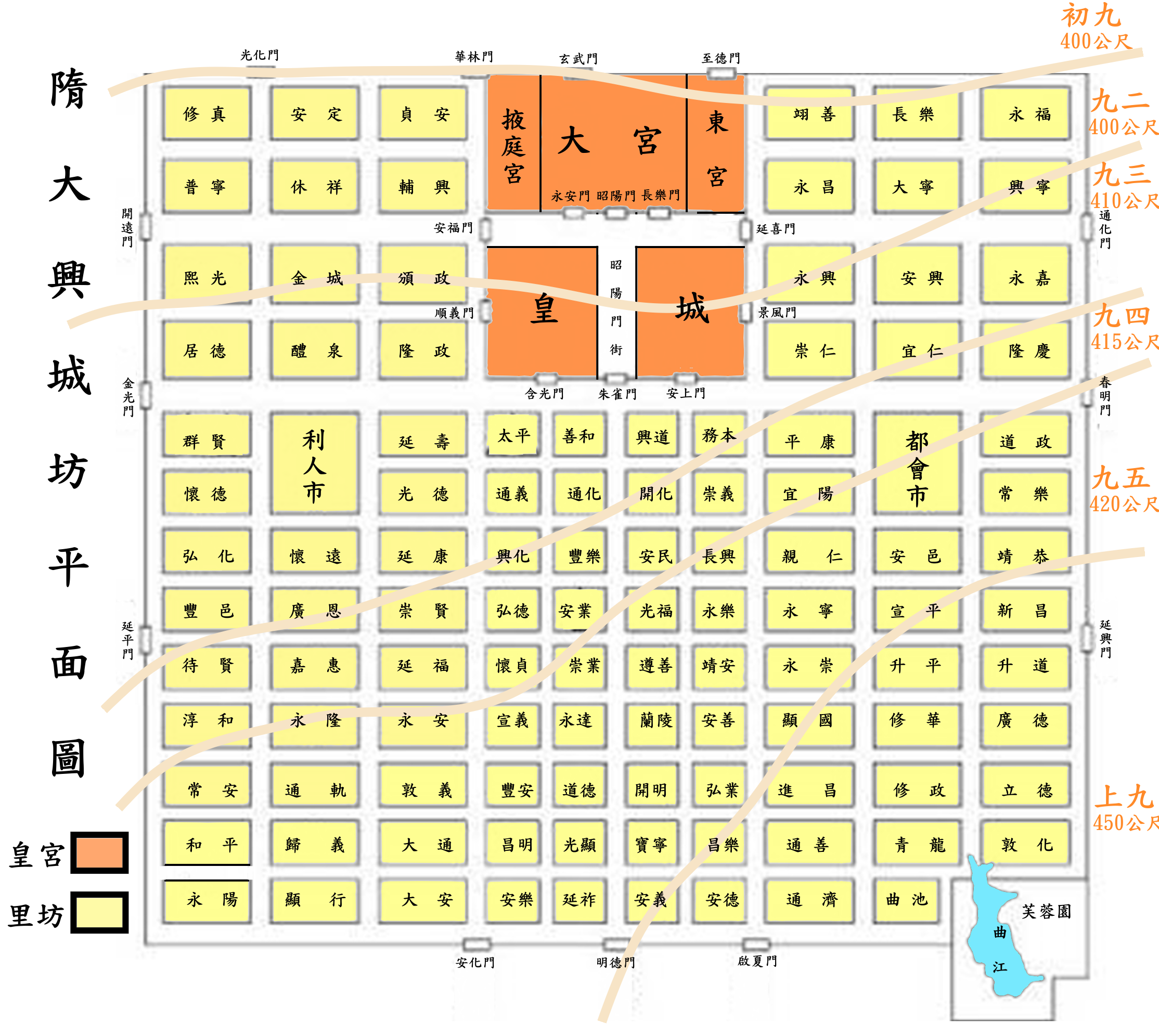
수 왕조 시기에 세워진 대흥성의 전체 조방도

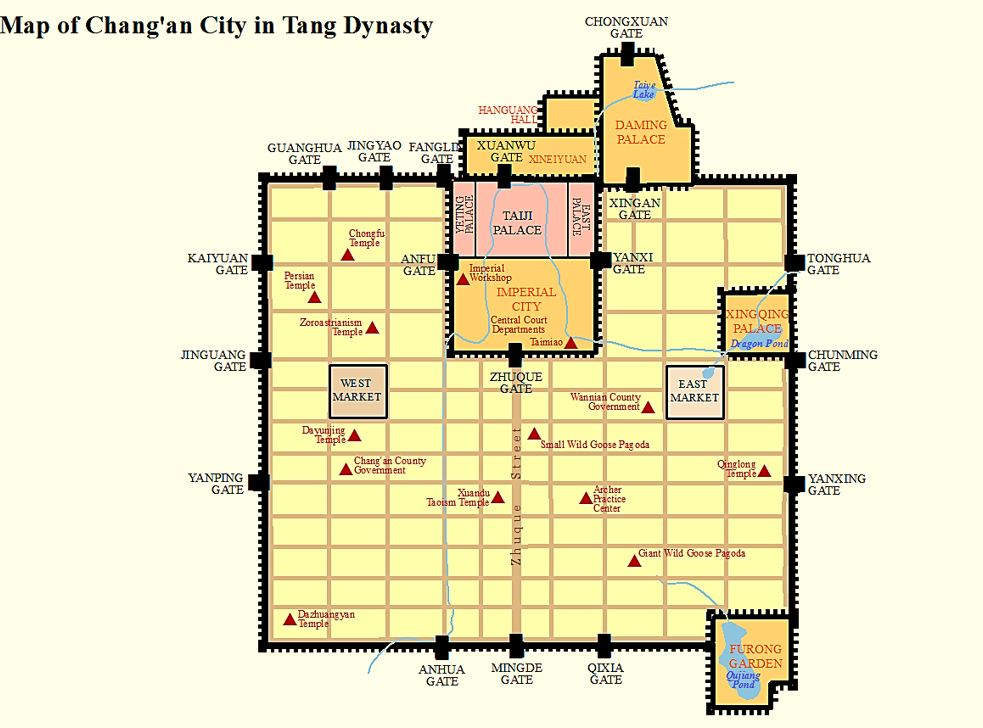
당대 장안성 조방도

북주를 멸하고 수 왕조를 세운 양견은 생활 환경의 악화나 정치적인 문제 등을 이유로 이때까지의 장안을 버리고, 그 교외에 있던 용수원(龍首原)에 새로운 도성(都城)을 세운다. 새로운 도성을 만드는 공사를 맡은 것은 우문개(宇文愷, 555년 ~ 602년)였다.
처음에는 대흥성(大興城)이라 불린 도성은 수 · 당 시기의 수도이자 국제도시로서의 장안의 모태가 되었으며, 중앙에 주작대로로 불리는 남북으로 길게 뻗은 도로인 주작문가(朱雀門街)를 끼고 왼편에 54방(坊)과 동시(東市)를, 오른편에 또 54방과 서시(西市)를 만들어 총 110개의 방시(坊市)로 이루어진 조방도시(條坊都市)였다. 장안을 모방해 지은 헤이안쿄와 다른 점이 있다면 장안 성내에는 방마다 사면에 또 높은 장벽을 둘러쌌다는 점이었고, 장벽의 문은 밤에는 닫혀서 통행이 금지되었다. 또한 용수원은 북쪽에서 남쪽을 향해 6단의 계단처럼 이루어진 대지 모양의 구릉 지대였다. 설계자인 우문태는 이것을 주역의 육효(六爻)로 삼아 도시계획을 세웠다고 여겨진다. 천자의 자리에 해당하는 구이(九二)에 궁성(宮城)을 두고, 군자의 자리에 해당하는 구삼(九三)에는 황성(皇城)을 배치하였다. 나아가 《주역》에서 말하는 구이(九二)보다도 가장 높은 곳에 해당하는 구오(九五)의 언덕은 일반 서민이 살기 어렵고 재앙의 근원이라 여겨 국립 사찰인 대흥선사(大興善寺)와 국립 도관(道觀)인 현도관(玄都観)을 두어 국태민안을 기도하였다.
최전성기 장안의 인구는 백만 명에 이르는 대도시로 발전했지만, 동시에 식량문제라는 치명적인 문제도 내포하고 있었다. 관중(関中) 지역은 장안의 불어난 인구를 지탱할 식량 생산이 불가능했고 강남(江南)으로부터 대운하를 따라 대량 운송이 이루어졌으며, 조정은 이러한 문제를 식량 반입이 편이한 장소로 일시적으로 옮겨두는(낙양을 부수도로 삼은 것도 이러한 이유가 있었다) 등의 대응책을 내놓았지만, 안사의 난 이후 정치적 불안정으로 대운하 관리가 차츰 곤란해지고 대운하가 통항 불가능한 지경이 되어 장안의 식량 가격은 몹시 치솟는 결과를 가져왔고, 빈곤층 가운데 굶어 죽는 자들이 잇따랐다.
당 왕조가 멸망하기 직전 왕조를 찬탈한 주전충에 의해 수도가 낙양으로 옮겨진 뒤, 장안이 다시 수도가 되는 일은 없었다.

### 오대 이후
당말의 전란으로 황폐해진 장안 대신 새로운 왕조의 수도는 동쪽의 낙양으로 옮겨졌다. 당을 멸하고 후량을 세운 주전충은 수도를 더 동쪽에 있던 개봉으로 옮겼다. 이로 인해 수도 기능을 잃은 장안의 성벽은 축소되어 하나의 지방도시가 되었다.
명대에 장안으로의 천도론이 주창된 적이 있었지만, 이미 당대에 식량 문제를 안고 있던 장안으로의 천도는 실현되지 않았고, 명칭을 서안(西安)으로 개칭해 지방도시로서 발전해갔다(현재의 시안에 대해서는 시안시의 항목을 참조).

## 같이 보기
- 시안시
- 전한
- 수나라
- 당나라
- 태극궁
- 대명궁